# Python软件基金会许可证
Python软件基金会许可证（英語：Python Software Foundation License，PSFL）是一种BSD类型的，与GNU通用公共许可证（GPL）相兼容的宽松自由软件授权条款。它的主要用途是分发Python项目软件。与GPL协议不同，Python软件基金会许可证不是copyleft协议，并允许分发修改后的版本而不提供源代码。PSFL位列于自由软件基金会认可的许可证列表和开放源代码促进会批准的许可证列表。
Python的早期版本由Python许可证许可，但它与GPL不兼容。自由软件基金会对此做出的解释是“Python许可证受美国弗吉尼亚州法律管辖”，而GPL不允许这样做
2001年，Python创造者吉多·范罗苏姆改变许可证以解决这种不兼容问题后，他被授予自由软件促进自由软件基金会奖。